# Ádám Horváth (Hongaarse schaker)

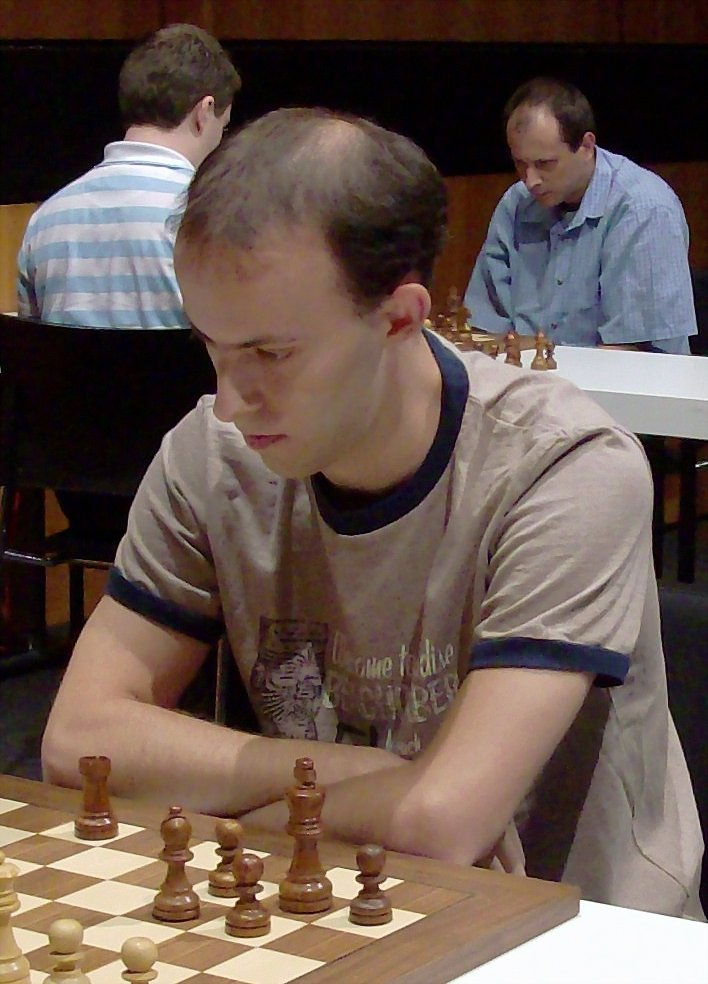

Ádám Horváth (14 juli 1981) is een Hongaars schaker. Hij is sinds 2002 een grootmeester (GM). In 2015 was hij kampioen van Hongarije. 

## Junior-toernooien
In 1995 werd Horváth tweede op het Hongaarse juniorenkampioenschap in de categorie tot 14 jaar. In 1996 won Horváth het Hongaarse juniorenkampioenschap in de categorie tot 16 jaar. In 1997 werd Horváth derde op het Hongaarse juniorenkampioenschap in de categorie tot 16 jaar. 
Tussen 1993 en 2001 nam hij diverse malen namens Hongarije deel aan het Europees schaakkampioenschap voor junioren en aan het Wereldkampioenschap schaken voor junioren. In 2000 won Horváth in Avilés het EK voor junioren. 

## Overige resultaten
In 2007 werd hij tweede op het kampioenschap van Hongarije, na in de finale te verliezen van Ferenc Berkes. In 2015 won hij het kampioenschap van Hongarije.  
Andere hogere eindresultaten in toernooien waren: in 1998 gedeeld 1e/2e op het Atom Cup toernooi in Paks, in 2001 gedeeld 2e/3e op het FS02 GM toernooi in Boedapest en 2e op het Hotel Lipa GM toernooi in Szentgotthárd, in 2002 winnaar in Zalakaros en tweede op het GM toernooi in Balatonlelle, in 2003 winnaar in Condom, in 2003 en in 2004 winnaar in  Harkány, in 2004 winnaar van het GM toernooi in Balatonlelle en winnaar in Davos, in 2005 winnaar in Balaguer en negende in het toernooi om het kampioenschap van Hongarije, in 2009 winnaar in Metz.
In 2002 verleende de FIDE hem de grootmeester-titel. 

## Nationale team
Met het Hongaarse nationale team nam hij in 2006, aan het tweede reservebord, deel aan de 37e Schaakolympiade in Turijn (+0 =4 –0).